# Pomnik Borisa Jelcyna w Jekaterynburgu
Pomnik Borisa Jelcyna (ros. Памятник Ельцину) – znajdujący się w Jekaterynburgu, w obwodzie swierdłowskim, pomnik przedstawiający Borisa Jelcyna.

## Historia i charakterystyka
Boris Jelcyn przez lata związany był ze Swierdłowskiem, a po jego śmierci pojawiły się szybko pomysły by wznieść pomnik poświęcony jego pamięci. Początkowo planowano nazwać jedną z ulic jego imieniem, co ostatecznie stało się w kwietniu 2008 roku. Właśnie przy tej ulicy zaplanowano i ostatecznie postawiono pomnik pierwszego prezydenta Federacji Rosyjskiej. Autorem projektu jest Gieorgij Frangulian, który także zaprojektował monument grobowy Jelcyna, znajdujący się na moskiewskim Cmentarzu Nowodziewiczym. Pomnikowi nadano formę marmurowego obelisku o wysokości 10 metrów. Marmur na ten cel sprowadzono specjalnie z Chińskiej Republiki Ludowej, gdyż zdaniem projektanta w Rosji nie było można nigdzie uzyskać tak wielkiej bryły marmurowej, która jednocześnie zachowywałaby biały kolor i jednolitą konsystencję. Frangulian zapewniał także, że pomnik jest przygotowany by sprostać warunkom pogodowym panującym w obwodzie swierdłowskim. Inicjatorem powstania pomnika były nie tylko władze miasta, ale także Fundacja imienia Borisa Jelcyna, kierowana przez jego rodzinę. Prace nad wykonaniem obelisku trwały przeszło półtora roku. Na obelisku wyryty został relief z podobizną Borisa Jelcyna, który, według projektanta, znajduje się w ruchu, pewnie zmierzając naprzód. Pomnik został wykonany w taki sposób, by wizerunek Jelcyna symbolizował odejście od dawnego porządku (sowieckiego) i wykonanie kroku w stronę nowego życia, pełnego nadziei.
Pomnik Borisa Jelcyna w Jekaterynburgu został uroczyście odsłonięty 1 lutego 2011 roku, w rocznicę urodzin Jelcyna, przez rosyjskiego prezydenta Dmitrija Miedwiediewa. W uroczystości wzięli udział m.in. żona Jelcyna, Naina oraz jego dwie córki, Tatiana i Jelena. Pojawili się także przedstawiciele władz Jekaterynburga, z merem miasta na czele oraz władze obwodu swierdłowskiego i sąsiednich regionów. Miedwiediew wygłosił przemówienie, w którym podkreślił swój podziw wobec Jelcyna, określił go jako dzielnego i zdeterminowanego człowieka oraz wyraził opinię, że Rosja i Rosjanie powinni być mu wdzięczni za jego rolę w transformacji państwa w latach dziewięćdziesiątych XX wieku. Uroczystościom towarzyszył jeden z reprezentacyjnych pułków rosyjskiej armii, a orkiestra wojskowa odegrała Pieśń Patriotyczną, która w czasie prezydentury Jelcyna pełniła rolę hymnu państwowego Federacji Rosyjskiej. Następnie Dmitrij Miedwiediew złożył pod pomnikiem bukiet róż burgundzkich.

## Kontrowersje
Decyzja o budowie pomnika Borisa Jelcyna w Jekaterynburgu wzbudziła żywe dyskusje wśród mieszkańców miasta, zważywszy na niejednoznaczną ocenę jego roli w procesie rozpadu Związku Radzieckiego oraz transformacji przez jaką przechodziła Rosja w czasie jego prezydentury. Jeszcze przed oficjalnym odsłonięciem pomnika doszło do prób ataku na niego i oplucia go, co skłoniło władze miasta do zabezpieczenia terenu i przydzielenia monumentowi specjalnej ochrony. Rosyjska prasa donosiła także, że całościowy koszt pomnika zamknął się w kwocie 2 miliardów rubli, ale przedstawiciele władz miasta zdementowały tę kwotę jako, ich zdaniem, znacznie zawyżoną. Przeciwko budowie pomnika protestowali przedstawiciele rosyjskich środowisk komunistycznych, dla których Jelcyn jest jednym z symboli zdrady. W dzień odsłonięcia pomnika chcieli oni zorganizować manifestację sprzeciwu, ale władze miasta nie wyraziły na to zgody. Oskarżyli oni administrację miejską o łamanie konstytucyjnych praw do wolności zgromadzeń i zapowiedzieli pozew, w którym będą domagali się 100 tysięcy rubli odszkodowania. Na jednym z budynków komuniści odsłonili także tzw. „alternatywny monument”, który okazał się transparentem, na którym wypisali swój stosunek wobec Borisa Jelcyna. Pojawiły się także dwie inne, alternatywne formy upamiętnienia, stworzone przez jekaterynburskie grupy artystyczne. Pierwsza zakładała umieszczenie na jednym z brzegów rzeki apolitycznej instalacji mającej oddać hołd Jelcynowi jako ojcu rosyjskiej demokracji. Druga w pobliżu jednej z jekaterynburskich szkół podstawowych była odwzorowaniem kształtu siedzącego na ławce Jelcyna, czekającego na swą córkę Tatianę wracającą ze szkoły.
Już po kilku miesiącach od inauguracji monumentu, w październiku 2011 roku, okazało się, że pomnik powstał z kiepskiej jakości materiałów. W niektórych miejscach zaczął pękać, a marmur zmienił kolor z białego na szary. Wyszło także na jaw, że do jego wykonania nie użyto jednolitego bloku marmuru, lecz kilku mniejszych a miejsca ich spojenia zmieniły kolor na żółty. Władze miasta zapewniły, że postarają się szybko uporać z tym problemem, który według nich pojawił się z uwagi na niskie temperatury i kiepskie warunki pogodowe jakie panują w Jekaterynburgu.